# Josefswarte

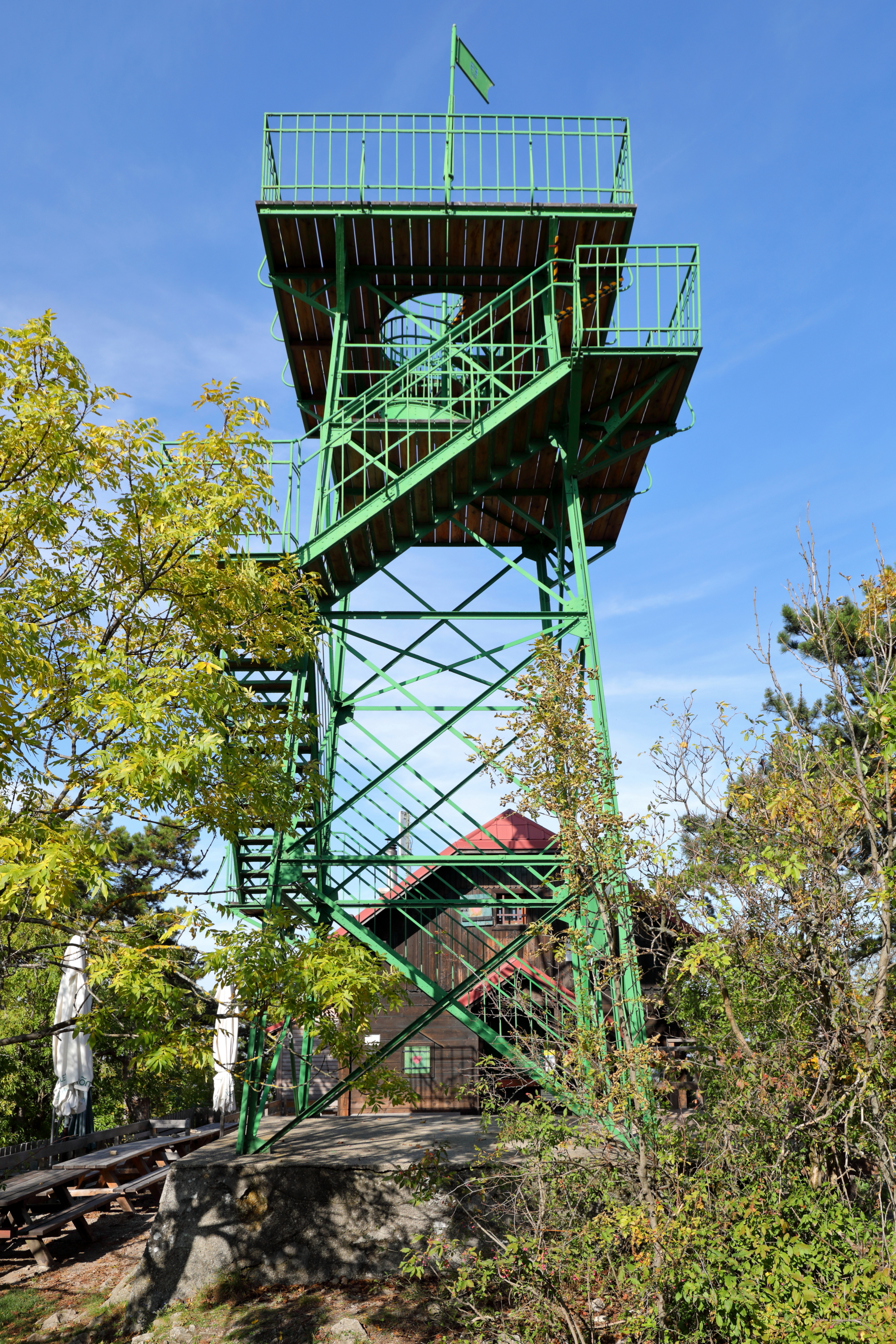
Josefswarte von Süden

Die Josefswarte ist eine zwölf Meter hohe stählerne Aussichtswarte auf dem Gipfel des Hinteren Föhrenbergs, am Kamm des Höllenstein-Bergzuges im Naturpark Föhrenberge in Niederösterreich. Die Aussichtswarte steht im Gemeindegebiet von Perchtoldsdorf im Wienerwald in unmittelbarer Nähe zur Kammersteinerhütte. Sie unterliegt dem Denkmalschutz (Listeneintrag).

## Geschichte
Der 1880 gegründete Verschönerungsverein Perchtoldsdorf ließ nach Plänen von Franz Fröhlich, der auch das Amtshaus Perchtoldsdorf plante, einen hölzernen Aussichtsturm mit einer Höhe von 7,5 Metern errichten. Der Aussichtspunkt wurde am 29. Juni 1881 feierlich eröffnet. Die Warte aus Holz wurde nach Josef Hyrtl, einem Arzt und Wohltäter aus Perchtoldsdorf, benannt. Die Warte musste jedoch schon 1890 auf Grund von Baufälligkeit gesperrt werden. Der Niederösterreichische Gebirgsverein nahm sich in Kooperation mit dem örtlichen Verschönerungsverein der Sache an und errichtete eine neue Aussichtswarte. Die Kosten dafür betrugen 2200 Gulden, die großteils aus Spenden aufgetrieben wurden. Nachdem die alte Holzwarte abgetragen wurde, wurde im Sommer 1891 die neue, als Eisenturm ausgeführte Aussichtswarte errichtet. Der Aufbau erfolgte durch die Wiener Firma Gridl, die unter anderem auch die Matraswarte am Schöpfl errichtete.
Die neue Josefswarte wurde am 13. September 1891 feierlich eröffnet. Bis zur Eröffnung der angrenzenden Kammersteinerhütte im Jahr 1912 befand sich zwischen den vier Turmbeinen eine hölzerne Schutzhütte, die etwa 40 Personen Schutz bot.
2017 wurde die Anlage renoviert, Korrosionsschäden ausgebessert, hölzerne Stufenauflagen und Plattformen erneuert.

## Architektur
Die eiserne Turmkonstruktion erreicht eine Höhe von knapp elf Metern. Mit dem 1,1 Meter hohen Fundament aus Beton hat der Turm eine Gesamthöhe von zwölf Metern. Der Aufstieg zur Plattform verläuft anfangs über drei Stiegen mit insgesamt 44 Stufen, die jeweils eine Höhe von 17 cm und eine Breite von 108 cm haben. In einer Höhe von 7,5 Metern geht die Stiege über eine Plattform in eine schmale Wendeltreppe mit insgesamt neun Stufen über. Diese haben jeweils eine Höhe von 24 cm und sind 80 cm breit. Die Aussichtsplattform liegt 9,7 Meter über dem Fundament und 10,8 Meter über dem Boden. Die Aussichtsplattform misst 4 × 4 Meter. Der Grundriss der Turmträger verjüngt sich nach oben hin von 3,75 Meter im Bereich des Fundaments auf 2,35 Meter im Bereich der Plattform.

## Ausblick
Von der Aussichtsplattform der Josefswarte hat man einen guten Ausblick auf die Stadt Wien, ins Wiener Becken bis zum Rachsthurn, zum Thebener Kogel, zum Hundsheimer Berg, zum Leithagebirge und Rosaliengebirge, nach Perchtoldsdorf sowie zahlreiche angrenzende Gemeinden, wie Maria Enzersdorf oder Breitenfurt bei Wien. Im Norden waren bis zu deren Abbruch die Ruinen des Perlmooser Zementwerks in Kaltenleutgeben zu sehen. Richtung Südwesten hat man einen großartigen Blick über das Höllenstein-Gebirge, zum Hohen Lindkogel, zum Schneeberg, zur Rax, zur Schneealpe, zum Hocheck, zu den Lilienfelder Alpen und zum Schöpfl.